# The Wrestler (film, 2008)
Pour les articles homonymes, voir The Wrestler.
Pour plus de détails, voir Fiche technique et Distribution.
The Wrestler, ou Le lutteur au Québec et au Nouveau-Brunswick, est un film américain réalisé par Darren Aronofsky avec Mickey Rourke. Le tournage a débuté en janvier 2008.  Le film a été diffusé pour la première fois au festival du film de Venise et y a remporté le Lion d'or du meilleur film.
À la fin des années 1980, « Randy le Bélier » était une véritable star du catch (lutte professionnelle). Vingt ans plus tard, sur le déclin, il mène une existence misérable au New Jersey, où il se bat pour des sommes dérisoires pour quelques rares admirateurs. Au terme d'un combat particulièrement violent et sanglant, Randy s'effondre, victime d'un arrêt cardiaque. Son médecin est formel : pour survivre, il doit cesser la lutte. Sur les conseils de Cassidy, une strip-teaseuse qui résiste à sa cour empressée, il reprend contact avec sa fille Stephanie, hostile à l'idée de retrouver cet homme qui l'a abandonnée en bas âge. Désabusé après que Cassidy lui eut fait comprendre qu'ils n'ont aucun avenir ensemble, Randy décide de remonter sur le ring, pour porter son saut de l'ange, son dernier acte de bravoure.

## Synopsis
Robin Ramzinski, mieux connu sous son nom de ring Randy « le Bélier » Robinson, est un lutteur professionnel qui a connu son heure de gloire dans les années 1980. À présent, Randy se bat les week-ends lors de petits combats qui se déroulent dans le New Jersey tout en travaillant à temps partiel dans un supermarché, sous les ordres d'un chef qui le méprise. Dans un club de striptease, Randy fait la connaissance d'une strip-teaseuse, Cassidy, qui, comme Randy, se fait vieille pour son travail.
Après avoir remporté un match local, Randy accepte de refaire un combat, vingt ans après, avec son adversaire le plus notable de l'époque, "Ayatollah". Randy intensifie sa préparation, notamment par injections de stéroïdes. Entre-temps, après un match particulièrement sanglant, Randy fait une crise cardiaque dans les coulisses et subit un pontage coronarien. Son médecin lui annonce qu'il est cardiaque et lui enjoint d'abandonner la lutte, son cœur ne pouvant plus supporter de combats aussi intenses. Randy se retire donc des rings et travaille désormais à temps plein au supermarché, en tant que vendeur en charcuterie.
Sur les conseils de Cassidy, Randy reprend contact avec sa fille Stéphanie, qu'il a abandonné lorsqu'elle était enfant, mais elle le rejette. En aidant Randy à acheter un cadeau pour Stéphanie, Cassidy lui révèle qu'elle a un fils. Randy lui fait des avances, mais Cassidy lui explique qu'il n'est qu'un simple client pour elle et qu'elle ne sort jamais avec ses clients. Randy revoit sa fille, lui remet le cadeau et s'excuse d'avoir été un mauvais père. Après une promenade en bord de mer, tous deux conviennent de dîner ensemble le samedi. Randy retourne au club de strip tease pour remercier Cassidy et réitère ses avances. Mais celle-ci le rejette une nouvelle fois après un échange houleux. Décontenancé, Randy assiste à un match de catch et trouve du réconfort auprès de ses copains lutteurs. Passant la soirée dans un bar avec eux, il s'enivre, sniffe de la cocaïne et fait l'amour avec une femme dans les toilettes pour dames.
Il reste au lit toute la journée du lendemain, oubliant son dîner avec Stéphanie. Il se rend chez elle pour s'excuser une nouvelle fois auprès d'elle, mais furieuse contre lui et réalisant qu'il ne changera jamais, elle lui annonce qu'elle ne veut plus jamais le revoir. Au supermarché, où Randy est désormais en contact avec les clients, un ancien fan le reconnaît comme Randy le Bélier mais, honteux de travailler comme vendeur en charcuterie, Randy nie être le Bélier et prétend qu'il s'agit d'une méprise. Furieux, Randy se coupe la main avec la trancheuse à viande et quitte le supermarché en renversant tout.
Piqué au vif par ce fan et n'ayant plus rien à perdre, Randy décide de revenir à la lutte et donne son accord pour faire le match-revanche avec Ayatollah. Il se réconcilie avec Cassidy, qui, juste avant le combat, le supplie de penser à son cœur et de ne pas se battre. Mais, acclamé par les fans, Randy lui explique que le monde n'a que faire de lui, et que sa place est sur le ring et nulle part ailleurs. En se battant, Randy commence à ressentir de la douleur dans la poitrine et devient faible. L'Ayatollah le remarque et lui propose d'arrêter le combat. Randy refuse et monte sur la corde pour faire son coup le plus fameux, une tête plongeante appelé le « Coup de bélier ». En larmes, il salue la foule et monte sur la corde. On comprend que c'est la fin.

## Fiche technique
- Titre : The Wrestler
- Autre titre : Le Lutteur (Canada)
- Réalisateur : Darren Aronofsky
- Scénario : Robert D. Siegel
- Production : Darren Aronofsky, Scott Franklin (en), Evan Ginzburg, Ari Handel, Mark Heyman, Vincent Maraval, Agnès Mentre, Jennifer Roth
- Musique : Clint Mansell
- Photographie : Maryse Alberti
- Montage : Andrew Weisblum
- Décors : Tim Grimes
- Costumes : Amy Westcott
- Pays d'origine : États-Unis
- Langue : Anglais
- Format : Couleurs - 2,35:1 - DTS / Dolby Digital / SDDS - 35 mm
- Genre : Drame
- Durée : 1h45
- Date de sortie : 5 septembre 2008 (Mostra de Venise), 18 février 2009 (France)

## Distribution

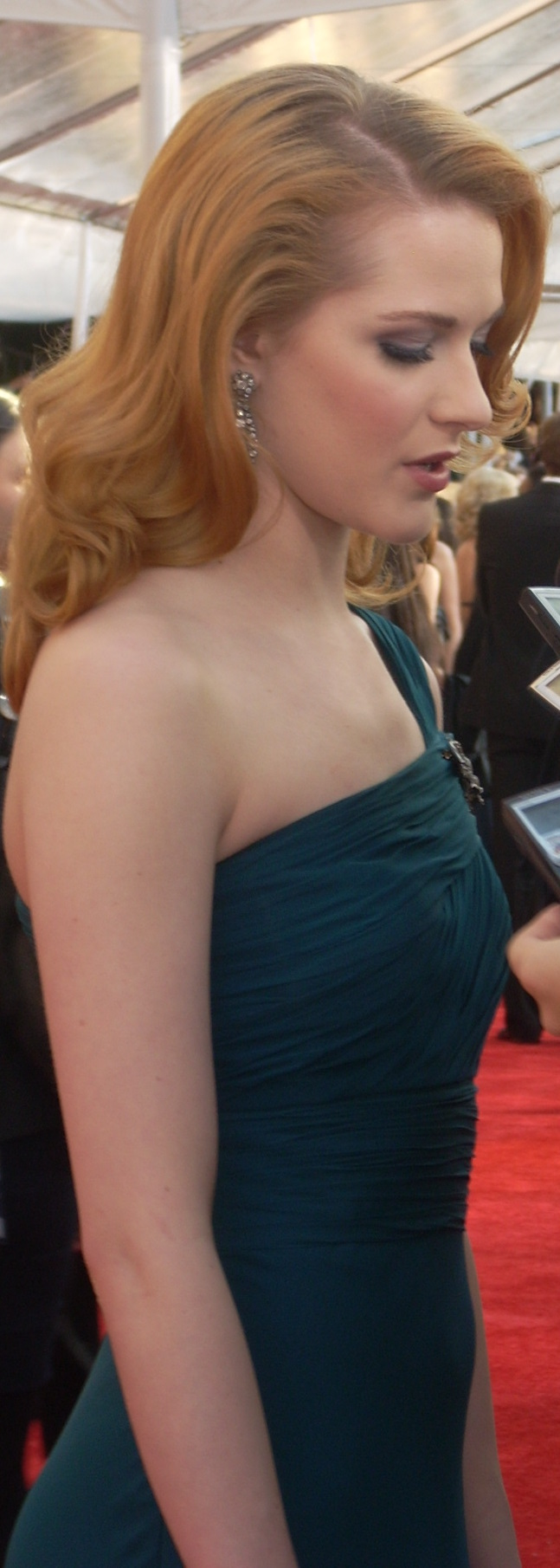
L'actrice Evan Rachel Wood, aux Screen Actors Guild Awards 2009, où le film a reçu plusieurs nominations.

- Mickey Rourke (VF : Michel Vigné ; VQ : Benoît Rousseau)[1] : Robin Ramzinski alias Randy « le Bélier » Robinson
- Marisa Tomei (VF : Virginie Méry ; VQ : Isabelle Leyrolles)[1] : Pam / Cassidy
- Evan Rachel Wood (VF : Marie Tirmont ; VQ : Annie Girard)[1] : Stephanie Ramzinski
- Mark Margolis (VF : Philippe Dumond ; VQ : Marc Bellier)[1] : Lenny
- Todd Barry (VF : Vincent de Boüard ; VQ : François Trudel)[1] : Wayne
- Wass Stevens (VF : Julien Kramer ; VQ : Manuel Tadros)[1] : Nick Volpe
- Judah Friedlander (VF : Dan Herzberg) : Scott Brumberg
- Ernest "The Cat" Miller (VF : Jean-Paul Pitolin) : Bob, l'Ayatollah
- Tommy Farra (VF : Adrien Antoine ; VQ : Louis-Philippe Dandenault)[1] : Tommy Rotten
- Mike Miller : Lex Lethal
- Scott Siegel (VF : Gilles Morvan) : Greg
- Armin Amiri (VF : Nessym Guetat) : le docteur
- John D'Leo : Adam
- Marcia Jean Kurtz : la préposée aux admissions
- Ron Killings : lui-même
- Claudio Castagnoli : lui-même
- The Blue Meanie : lui-même
- Necro Butcher (VF : Patrick Béthune) : lui-même
- Romeo Roselli : lui-même
- Nigel McGuinness : lui-même
- Jay Lethal : lui-même

## Production
The Wrestler a été écrit par Robert Siegel et développé par la maison de production de Darren Aronofsky, Protozoa Pictures. L'acteur Nicolas Cage était entré en négociation en octobre 2007 pour obtenir le rôle-titre du film. Le mois suivant, Cage a quitté le projet pour des raisons inexpliquées, et Mickey Rourke l'a remplacé dans le rôle principal. La production a commencé en janvier 2008, avec des scènes tournées à New York et dans le New Jersey. Les scènes sportives ont ensuite pris place à la New Alhambra Arena de Philadelphie. Afa Anoa'i, un ancien catcheur professionnel, a entraîné Rourke pour ce rôle. La Ring of Honor et la Combat Zone Wrestling ont participé au film.

## Musique
La chanson de Bruce Springsteen spécialement écrite pour le film, The Wrestler, et d'autres de ses titres sont joués dans une version acoustique durant le film et son générique de fin. La chanson des Guns N' Roses Sweet Child O' Mine est jouée durant l'entrée du personnage joué par Rourke sur le ring. Lorsque Mickey Rourke accepta son trophée au Golden Globes, il remercia tout particulièrement Axl Rose, le chanteur des Guns N' Roses, après que celui-ci eut donné gratuitement les droits de la chanson pour le film, en raison du budget restreint de celui-ci. Rourke utilisa cette même chanson pour son entrée lorsqu'il s'essaya à une carrière de boxeur au milieu des années 1990.
Sont aussi présentes dans le film deux chansons du groupe de hard rock californien Ratt avec les chansons Round and Round lorsque Randy et Pam boivent une bière dans un bar et I'm Insane. La chanson Metal Health du groupe Quiet Riot est le thème d'entrée de Randy au début du film.
La bande originale du film est sortie quelques mois après le film, elle se compose majoritairement de groupe de hard rock et de heavy metal des années 1970/1980.
1. Bang Your Head (Metal Health) – Quiet Riot
2. Don't Know What You Got (Till It's Gone) – Cinderella
3. Stuntin' Like My Daddy – Birdman et Lil Wayne
4. Don't Walk Away – Firehouse
5. Soundtrack to a War: Welcome to Hell – Rhino Bucket
6. Blowin' Up – Solomon
7. Mirror – Dead Family
8. Round and Round – Ratt
9. Dangerous – Slaughter
10. I'm Insane – Ratt
11. Balls to the Wall – Accept
12. Animal Magnetism –  Scorpions

## Accueil

### Accueil critique
Sur l'agrégateur américain Rotten Tomatoes, le film récolte 98 % d'opinions favorables pour 230 critiques. Sur Metacritic, il obtient une note moyenne de 80⁄100 pour 36 critiques.
En France, le site Allociné propose une note moyenne de 4,4⁄5 à partir de l'interprétation de critiques provenant de 29 titres de presse.

## Récompenses
- Golden Globe Award 2009 : Meilleur acteur dans un film dramatique pour Mickey Rourke[12]
- Golden Globe Award 2009 : Meilleure chanson originale de Bruce Springsteen[13]
- Lion d'or à la Mostra de Venise[14]
- Independent Spirit Award du meilleur film